# متلازمة مورفان
متلازمة مورفان، أو رقاص مورفان الليفي (MFC)، هو مرض نادر من أمراض المناعة الذاتية سُمّي على اسم الطبيب الفرنسي من القرن التاسع عشر أوجستين ماري مورفان. أُطلق اسم «الرقاص الليفي» لأول مرة من قِبل مورفان في عام 1890 عند وصفه للمرضى الذين يعانون من تقلصات متعددة غير منتظمة في العضلات الطويلة والتشنج والضعف والحكة وفرط التعرق والأرق والهذيان. عادة ما تظهر ببداية بطيئة ماكرة على مدى شهور إلى سنوات.حوالي 90 ٪ من الحالات تصل إلى التعافي تلقائيًا، بينما 10 ٪ الأخرى من الحالات تؤدي إلى الوفاة.
في عام 1890، وصف مورفان مريض بارتعاش العضلات المرتبط بألم في العضلات، والتعرق المفرط، والنوم المضطرب. يتميز هذا الاضطراب النادر بالأرق الشديد، الذي لا يقل عن افتقاد كامل للنوم لأسابيع أو شهور متتالية، ويرتبط بالتغيرات اللاإرادية التي تتكون من: التعرق الغزير مع الدخنيات الجلدية المميزة (الدخنية الحمراء، والطفح العرقي أو طفح الحرارة)، تسارع القلب، زيادة درجة حرارة الجسم وارتفاع ضغط الدم. يظهر المرضى سلوكا واضحا مصحوبا بالهلوسة، واضطرابات حركية غريبة، والتي سجلها مورفان تحت مصطلح «رقاص ليفي»، لكنها وصفت بشكل أفضل بالمصطلحات الحديثة كتقلصات عصبية عضلية.
تشير العلاقة بين المرض وورم الغدة التوتية، والأورام، وأمراض المناعة الذاتية، والأجسام المضادة الذاتية إلى وجود مسبب مناعي ذاتي أو شبيه بالأورام.  بالإضافة إلى المسببات المتعلقة بالمناعة، يُعتقد أيضًا أن المتلازمة تحدث في حالات التسمم بالذهب أو الزئبق أو المنجنيز.

## الأعراض والعلامات
في واحدة من الحالات القليلة المسجلة، تمثلت أعراض المريض في ضعف العضلات والإرهاق، وارتعاش العضلات، وفرط التعرق وإفراز اللعاب، وآلام المفاصل الصغيرة، والحكة وفقدان الوزن. كما تطورت الحالة إلى نوبات من الالتباس مع فقد الإدراك للمكان والزمان، والهلاوس البصرية والسمعية، والسلوك المعقد أثناء النوم والأرق الليلي المتزايد المرتبط بالنعاس النهاري. كان هناك أيضا الإمساك الشديد وسلس البول والإدماع المفرط. عندتركه وحيدًا، سينزلق المريض ببطء في حالة من الذهول مع نوبات تشبه الحلم تتميز بحركات معقدة وإيماءات كاذبة الهدف (أحلام مسنونة). كان فرط التعرق الملحوظ وفرط إفراز اللعاب واضحا. كشف الفحص العصبي عن انتفاض عضلي شامل ورمع عضلي تلقائي وانعكاسي وضمور بسيط في عضلات الأطراف وغياب منعكسات الأوتار في الأطراف السفلية والحمامي المنتشر خاصة على الجذع مع علامات خدوش على الجلد. يمكن أن تكون السلوكيات القهرية، والقوالب الحركية النمطية، واختلالات الذاكرة المضاعفة جزءًا من طيف الجهاز العصبي المركزي.

### الأرق
في جميع الحالات المسجلة، قلت الحاجة إلى النوم بشكل كبير، وفي بعض الحالات لم يكن النوم ضرورة. انخفضت فترة النوم في إحدى الحالات إلى حوالي 2-4 ساعات خلال 24 ساعة. تشمل المظاهر السريرية المتعلقة بالأرق الشعور بالنعاس خلال النهار مصحوبا بفقد القدرة على النوم، وتداخلها مع حالة خَلط حِلمي، وانبثاق مرحلة نوم الحركة السريعة للعين بشكل غير نمطي من الاستيقاظ. تتميز صورة تخطيط النوم لهذا المرض بعدم القدرة على بدأ نوم فسيولوجي (السمات الرئيسية هي تثبيط علامات المرحلة الثانية من النوم اللاحركي: الخيوط المغزلية ومركبات ك) وبظهور نوم حركة العين السريعة دون أي ونَى. يشير تدَخُّل المهاد والبنى الحورية المتصلة في الإمراض إلى الدور البارز الذي يلعبه المهاد الحوفي في الفسيولوجيا المرضية للنوم. في حالة تم توثيقها عام 1974، وثقت نتائج تخطيط النوم استمرار غياب جميع إيقاعات النوم لمدة تصل إلى 4 أشهر.
كان تخطيط كهربية الدماغ (EEG) في إحدى الحالات تحت هيمنة حالتي «اليقظة» و «تحت اليقظة» بالتناوب أو مختلطة مع مراحل قصيرة (<1 دقيقة) من نوم حركة العين السريعة غير النمطية، التي تتميز بفقدان ونى العضلات. تميزت حالة «ماتحت اليقظة» بنسبة نشاط 4 - 6 هرتز ثيتا متداخلة مع نشاط ثيتا السريع والجهد المنخفض المتزامن، وهي مرتبطة سلوكيًا مع سلوك جسدي ولاإرادي شبيه بالنوم. وقيل أن الحالة تعاني من من «استثارة أرقية»، التي تتألف من أرق كلي شديد لفترة طويلة يرتبط بنقص الاستفاقة والارتباك الذهني والهلوسة والانفعال الحركي والسلوك الحركي المعقد الذي يحاكي الأحلام، والتنشيط اللاإرادي. كانت أعراض الجهاز العصبي المركزي والأعراض اللاإرادية ناتجة عن ضعف التحكم في القشري الحوفي في التراكيب تحت القشرية التي تنظم وظائف النوم والاستيقاظ والوظائف اللاإرادية.

### تقلص عضلي موجي
يشير التقلص العضلي العصبي إلى ارتعاش عضلي وتشنج في وقت الراحة والذي يتفاقم مع بذل مجهود. ينتُج عن نشاط عضلي تلقائي متكرر ناشئ عن الأعصاب الطرفية. التقلص العضلي، أو التموجات العفوية وحركات ارتعاش العضلات، هي عناصر مرئية من التقلص العضلي الموجي. يكشف تخطيط كهربية العضل عن الوحدة الحركية العفوية المتكررة أو تفريغ الألياف المفردة التي تنطلق في نبضات إيقاعية غير منتظمة عند ترددات عالية. تتضمن بعض العضلات التي تُظهر الارتعاش: عضلتي الساقين والعضلة رباعية الرؤوس الفخذية، والعضلة ذات الرأسين العضدية والعضلة الماضغة اليمنى. تشير الدراسات الكهروفسيولوجية في الجسم الحي إلى بعض الخلل على الأقل في غشاء الخلية العضلية. في العضلات المفحوصة، لم تتم ملاحظة أي نشاط إقحامي غير طبيعي أو احتمالات للرجفان. كما كانت دراسات التوصيل العصبي طبيعية.

### أعراض أخرى
يمكن أن تحدث صعوبات في التنفس، نتيجة للنشاط العضلي الموجي للعضلات الحنجرية. ربما يكون التشنج الحنجري ناتجًا عن التقلص العضلي العصبي الموصوف سابقًا، وهذا يوضح ما يلي، أنه مع المرضى الذين يعانون من تشنج في الحنجرة غير معلوم سببه، يجب إضافة التقلص العضلي العصبي إلى قائمة التشخيصات التفريقية.
أظهرت الدراسات انخفاض طفيف في التمثيل الغذائي في التصوير المقطعي بالإصدار البوزيتروني (PET) والتصوير المقطعي بالانبعاث الفوتوني الواحد (SPECT) في الجزء السفلي الأيسر من الفص الجبهي والفص الصدغي. و/أو فرط الأيض في العقد القاعدية. أكدت الاختبارات المعملية المساعدة بما في ذلك التصوير بالرنين المغناطيسي وخزعة الدماغ مشاركة الفص الصدغي. يظهر التصوير بالرنين المغناطيسي عبر الجمجمة زيادة الإشارة في قرن آمون.
يُظهر السائل الدماغي الشوكي (CSF) معدلات طبيعية لكل من البروتين والجلوكوز وخلايا الدم البيضاء، ومؤشر الجلوبيولين المناعي ج، لكن هناك شرائط قليلة النسائل ضعيفة، وغائبة في الدم. لوحظت تغيرات واضحة في مستويات الدم اليومية من الهرمونات العصبية وزيادة مستويات النواقل العصبية الطرفية. عدم وجود تغيرات مورفولوجية في مرضية الدماغ، واقتراح انتشار الاجلوبيولين المناعي ج في المهاد والمخطط، بشكل أوضح منها في القشرة (بما يتناسب مع التأثيرات على النظام المهادي الحوفي)، ووجود شرائط قليلة النسائل في السائل الدماغي الشوكي والتحسُن بعد تبديل البلازما كل هذا يدعم بقوة أساس وجود وسائط من الأجسام المضادة في هذه الحالة. وردت التقارير حول أن التركيزات المرتفعة من الجلوبيولين المناعي ج والشرائط قليلة النسائل وجدت في المرضى الذين يعانون من الذهان. تم الكشف أيضا عن الأجسام المضادة لمستقبلات الأسيتيل كولين (anti-AChR) في المرضى الذين يعانون من ورم الغدة التوتية، ولكن بدون الأعراض السريرية للوهن العضلي الوبيل.  كانت هناك أيضا تقارير عن التهاب الدماغ الحوفي غير المصاحب للورم مقرونة بزيادة قنوات البوتاسيوم المبوبة بالجهد VGKC في الدم مما يشير إلى أن هذه الأجسام المضادة قد تؤدي إلى ظهور طيف من الأمراض العصبية التي تبرز مع أعراض تعبر عن نفسها طرفيًا أو مركزيًا أو كليهما. ومع ذلك، في حالتين، كانت الشرائط قليلة النسائل غير موجودة في السائل الدماغي الشوكي وفي الدم، وكانت مقاطع الجلوبيولين المناعي في السائل الدماغي الشوكي غير ملحوظة.

### الظروف المرضية المصاحبة
في حالة واحدة، تم تشخيص مريض بمتلازمة مورفان وورم جيبي رئوي مُهلّن. الورم الجيبي الرئوي المهلن هي آفات متفاقمة نادرة في الرئة، والتي تحتوي على رواسب مركزية من الكولاجين الرقائقي. ما زالت كيفية الترابط هذين المرضين غير واضحة.

تم الكشف أيضًا عن وجود ورم الغدة التوتية، ورم البروستاتا الغدي، والسرطانة اللابدة في القولون السيني في المرضى الذين يعانون من متلازمة مورفان.

## آلية المرض
الأجسام المضادة ضد قنوات البوتاسيوم المبوبة بالجهد (VGKC)، والتي تم اكتشافها في حوالي 40 ٪ من المرضى الذين يعانون من التقلص العضلي الموجي المكتسب، ظهر أنها متورطة في الفيسيولوجيا المرضية لمتلازمة مورفان. تم التقرير عن ارتفاع مستويات الأجسام المضادة لقنوات البوتاسيوم المبوبة بالجهد في ثلاثة من مرضى متلازمة مورفان. إن ارتباط دم مريض مصاب بمتلازمة مورفان إلى قرن آمون في نمط مماثل من الأجسام المضادة لقنوات البوتاسيوم المعروفة يشير إلى أن هذه الأجسام المضادة يمكن أن تتسبب أيضًا في خلل بالجهاز العصبي المركزي.
تم وصف أجسام مضادة إضافية ضد قنوات التوصيلات العصبية ـ العضلية والمستقبلات. توجد أدلة تجريبية على أن هذه الأجسام المضادة لقنوات البوتاسيوم المبوبة بالجهد تسبب زيادة الاستثارة العصبية عن طريق قمع تيارات البوتاسيوم خارجية المبوبة بالجهد، في حين أن العوامل الخلطية الأخرى غير الممحددة متورطة في التقلص العضلي الموجي السلبي للأجسام المضادة لقنوات البوتاسيوم. من المعتقد أن الأجسام المضادة لقنوات البوتاسيوم من النوع «شاكر» (Kv1) هي نوع قنوات البوتاسيوم الأكثر ارتباطًا بقوة مع التقلص العضلي الموجي ومتلازمة مورفان.
ليس واضحًا حتى الآن إذا ما كانت الأجسام المضادة لقنوات البوتاسيوم المبوبة بالجهد تلعب دورا مرَضيًا في اعتلال الدماغ كما تفعل في الجهاز العصبي الطرفي. تم اقتراح أن الأجسام المضادة لقنوات البوتاسيوم المبوبة بالجهد قد تعبر الحاجز الدموي الدماغي وتؤثر مركزيًا، وترتبط بقوة مع الخلايا العصبية المهادية والممخطية مُسببةً أعراض اعتلال الدماغ وأعراض لا إرادية.

## التشخيص
التشخيص التفريقي
لوحظ أن أعراض متلازمة مورفان تحمل تشابه مدهش مع التهاب الدماغ الحوفي. هذه الأعراض تشمل أعراض الجهاز العصبي المركزي والتي تتكون من الأرق والهلوسة والتوهان فضلا عن الخرف والذهان. كلا الكيانان يمكن أن يكونا مرتبطان بالأباعد الورمية وبورم الغدة التوتية. في الآونة الأخيرة، ظهرت الأجسام المضادة لقنوات الكالسيوم المبوبة بالجهد في المرضى الذين يعانون من التهاب الدماغ الحوفي، وهو ما يقوي الفرضية القائلة بأن الهاب الدماغ الحوفي ومتلازمة مورفان قد تكونا مرتبطتين بشكل وثيق.  يمكن استخدام الأعراض المختلفة لتحديد أي مرض من المرضين يعاني منه الشخص. فقدان الذاكرة والنوبات والاختلالات في بنية الفص الصدغي كلها من سمات الالتهاب الدماغي الحوفي، في حين أن التقلص العضلي الموجي وفرط التعرق والأرق ترجح كفة متلازمة مورفان.

## العلاج
في معظم الحالات المسجلة، كانت خيارات العلاج متشابهة للغاية. فصادة البلازما فقط أو بالاشتراك مع الاستيرويدات، وأحيانا مع استئصال الغدة التوتية والأزاثيوبرين أيضا، هذه هي الطريقة العلاجية الأكثر استخدامًا في علاج متلازمة مورفان. ومع ذلك، فإنها لا تجدي دائمًا، حيث تم تسجيل فشل الاستجابة للاستيرويدات وإضافة فصادة البلازما لاحقًا. كان إعطاء الجلوبولين المناعي عن طريق الوريد فعالاً في حالة واحدة.
في حالة واحدة، فإن الاستجابة الدراماتيكية للجرعة العالية من بريدنيزولون عن طريق الفم مع جرعة شاحنة من ميثيل بريدنيزولون مع اختفاء تام للأعراض في فترة قصيرة من شأنه أن يوجه الأنظار نحو الكورتيكوستيرويد.
في حالة أخرى، تم علاج هذا المريض بدواء الهالوبيريدول (6 ملج / يوم) مع بعض التحسن في الانفعال النفس ـ حركي والهلوسة، ولكن حتى مع إعطاء جرعات عالية من الكاربامازيبين لهذا المريض فشلت في تحسين النشاط العضلي التلقائي. بدأ تبادل البلازما، وبعد الدورة الثالثة من هذا القبيل، تحسنت الحكة والتعرق والاضطرابات العقلية والسلوك الليلي المعقد واختفت هذه الأعراض تمامًا بعد الجلسة السادسة، مع تحسن في الأرق وتقليل انقباض العضلات. ومع ذلك، بعد شهر واحد من الدورة السادسة لتبادل البلازما، كان هناك تفاقم تدريجي للأرق والنعاس النهاري، الذي اختفى على الفور بعد جلستين أخريين من تبادل البلازما.
في إحدى الحالات، أدى علاج الستيرويد بجرعة كبيرة إلى تحسن مؤقت، ولكن العلاج المناعي القوي باستخدام سيكلوفوسفاميد كان ضروريا للسيطرة على المرض مما أدى إلى تحسن سريري مدهش. 
في حالة أخرى، تم علاج هذا المريض باستخدام بريدنيزولون (1 ملجم / كجم من وزن الجسم) باستخدام كاربامازيبين وبروبانولول وأميتريبتيلين. بعد أسبوعين، لوحظ تحسن مع انخفاض التيبُس ونشاط العضلات العفوي وتحسن النوم. بعد 7-10 أيام أخرى، اختفى سلوك النوم غير الطبيعي تمامًا. 
في حالة أخرى، فإن التحسن العرضي مع فصادة البلازما واستئصال الغدة التوتية، وتثبيط المناعة المزمن، يوفران مزيدًا من الدعم على أساس المناعة الذاتية أو الأباعد الورمية. 
على الرغم من أن اسئتصال الغدة التوتية يُعتقد أنه عنصر أساسي في العلاج المفترض، إلا أن هناك حالة مسجلة من حالات متلازمة مورفان ظهرت مرة أخرى بعد عملية استئصال للغدة التوتية.

## معدل الانتشار
هناك حوالي 14 حالة فقط مسجلة من متلازمة مورفان في السجل الإنجليزي. مع وجود عدد محدود من الحالات المسجلة، لم يتم إثبات الطيف الكامل لأعراض الجهاز العصبي المركزي. التاريخ الطبيعي لمتلازمة مورفان متغير بشكل كبير. تم تسجيل حالتين وصلتا للتعافي بشكل تلقائي. بينما قد تطلب البعض الآخر توليفة من تبادل البلازما وتثبيط المناعة على المدى الطويل، على الرغم من ن أحد هؤلاء المرضى توفي بعد وقت قصير من تلقي فصادة البلازما. تم وصف الوفيات الأخرى بدون تعافي بواسطة، من بين آخرين، مورفان نفسه.